# Khu công nghiệp Chơn Thành I
| Khu công nghiệp Chơn Thành I | Khu công nghiệp Chơn Thành I                                 |
| ---------------------------- | ------------------------------------------------------------ |
| Năm thành lập                | 2001                                                         |
| Chủ đầu tư                   | Công ty Cổ phần Đầu tư Xây dựng Cơ sở Hạ tầng KCN Chơn Thành |
| Diện tích                    | 120 ha                                                       |
| Địa chỉ                      | Thành Tâm, Chơn Thành                                        |
| Tỉnh                         | Bình Phước                                                   |
| Quốc gia                     | Việt Nam                                                     |

Khu công nghiệp Chơn Thành I nằm trong KCN Chơn Thành đã được Bộ Xây dựng phê duyệt quy hoạch chi tiết KCN Chơn Thành giai đoạn I tại Quyết định số 283/QĐ-BXD ngày 24/02/2004. Giấy chứng nhận đầu tư số 4403000008 ngày 10 tháng 12 năm 2001, do Công ty Cổ phần đầu tư xây dựng cơ sở hạ tầng KCN Chơn Thành làm chủ đầu tư hạ tầng. Hiện đã đi vào hoạt động.

## Vị trí địa lý
KCN Chơn Thành I nằm tại xã Thành Tâm, thị xã Chơn Thành, tỉnh Bình Phước. Phía Đông giáp QL13, phía Tây giáp với Khu Dịch vụ và nhà ở cho công nhân và KCN Bình Phước - Đài Loan, phía Nam giáp với trục tỉnh lộ chạy dọc ranh giới giữa 2 tỉnh Bình Dương và Bình Phước, phía Bắc giáp với đường trục chính số 6 là của KCN đi ra QL13.
Địa hình tương đối bằng phẳng, phù hợp với việc xây dựng công trình xây dựng. Vị trí chiến lược để kinh doanh phát triển công nghiệp, thuận lợi về vận chuyển lưu thông hàng hóa do tiếp giáp với QL13.
| Điểm đến              | Khoảng cách | Thời gian di chuyển |
| --------------------- | ----------- | ------------------- |
| Thành phố Hồ Chí Minh | 80 km       | 90 phút             |
| Đồng Xoài             | 41 km       | 30 phút             |

## Điều kiện tự nhiên
- Chiều cao trung bình của đất so với mực nước biển: 78m
- Áp lực đất: 20 tấn/m2
- Độ ẩm trung bình: 80%
- Nhiệt độ trung bình: 31oC
- Lượng mưa trung bình: 2.258 mm
- Không bị ảnh hưởng bởi thiên tai, động đất.

## Diện tích
Tổng diện tích đất tự nhiên quy hoạch: 120 ha.
- Đất hành chính, dịch vụ và quản lý KCN: 6 ha.
- Đất công nghiệp cho thuê: 73,47 ha.
- Đất cây xanh: 11,73 ha.
- Đất hạ tầng kỹ thuật: 3 ha.
- Đất giao thông và bãi đỗ: 17,8 ha.
- Diện tích đã cho thuê: 20 ha.

## Hệ thống cấp nước
Sử dụng trạm cấp nước ngầm.

## Hệ thống cấp điện
Xây dựng trạm 110/22KV phục vụ cho KCN.

## Hệ thống giao thông
Có đường trục chính số 6 nối ra đường QL13 là tuyến đường quan trọng giữ vai trò là trục giao thông chính và tuyến đường sắt xuyên Á.
| STT | Nhà đầu tư                                | Quốc gia | Ghi chú |
| --- | ----------------------------------------- | -------- | ------- |
| 1   | Doanh nghiệp tư nhân Hưng Thịnh           | Việt Nam |         |
| 2   | Công ty CP SXKD VLXD Chơn Thành           | Việt Nam |         |
| 3   | Công ty TNHH Kim Thần Thái                | Việt Nam |         |
| 4   | Chi nhánh Công ty cổ phần Ong mật Đăk Lắc | Việt Nam |         |
| 5   | Công ty cổ phần SCC                       | Việt Nam |         |
| 6   | Công ty TNHH VN Chen Lain Metal           | Đài Loan |         |
| 7   | Công ty TNHH Megatec                      | Malaysia |         |
| 8   | Công ty TNHH Mae Systems Engineering      | Thái Lan |         |
| 9   | Công ty Cổ phần năng lượng Eco            | Việt Nam |         |
| 10  | Công ty TNHH Rainbow Textile              | Hàn Quốc |         |
| 11  | Công ty Cổ phần Nguyên Vũ                 | Việt Nam |         |

1. ↑  GIỚI THIỆU TỔNG QUAN KCN CHƠN THÀNH I Lưu trữ ngày 2 tháng 4 năm 2016 tại Wayback Machine Dành cho doanh nghiệp 11-05-2013
2. ↑  Chơn Thành hướng tới huyện công nghiệp vào năm 2020 Tạp chí Khoa Học Thời Đại 12-09-2015